# Faustin Usengimana
Faustin Usengimana (ur. 6 listopada 1993 w Kicukiro) – rwandyjski piłkarz grający na pozycji środkowego obrońcy. Od 2022 jest zawodnikiem klubu Al-Qasim SC.

## Kariera klubowa
Swoją karierę piłkarską Usengimana rozpoczął w klubie Rayon Sports FC. W sezonie 2010/2011 zadebiutował w jego barwach w pierwszej lidze rwandyjskiej. W sezonie 2012/2013 wywalczył z nim mistrzostwo, a w sezonie 2013/2014 - wicmeistrzostwo Rwandy. W latach 2015–2017 grał w APR FC. W sezonie 2015/2016 został z nim mistrzem kraju, a w 2017 roku zdobył Puchar Rwandy. W sezonie 2017/2018 ponownie grał w Rayon Sports FC. W sezonie 2018/2019 był zawodnikiem kuwejckiego Khaitan SC, a w latach 2019-2020 - zambijskiego Buildcon FC. W latach 2020–2022 był graczem Police FC. W 2022 przeszedł do irackiego Al-Qasim SC.

## Kariera reprezentacyjna
W reprezentacji Rwandy Usengimana zadebiutował 9 czerwca 2013 roku w zremisowanym 1:1 meczu eliminacji do MŚ 2014 z Mali, rozegranym w Bamako.